# Paolo Maggioni
Paolo Matteo Maggioni (Vigevano, 13 settembre 1982) è un conduttore radiofonico, giornalista e autore italiano.

## Biografia
Ha mosso i suoi primi passi nella redazione di Radio Popolare nel 2002. Ha condotto per cinque anni L'Insostenibile leggerezza di... Effenberg, settimanale di cultura e letteratura sportiva. Nel 2003 ha presentato In-maturi, trasmissione della stessa emittente dedicata agli esami di maturità. Dal 2006 è passato a jalla!jalla!, quotidiano di costume e società sulle frequenze di oltre 20 radio del circuito Popolare Network. Ha scritto e condotto programmi di approfondimento giornalistico e raccontato i principali eventi di cronaca e politica di quella stagione. Dal 2011 al 2014 ha fatto parte della squadra di Caterpillar come conduttore e inviato. Attualmente, dopo due anni e mezzo alla TGR-Rai del Piemonte, lavora a Rai News 24 come inviato della redazione milanese. Ha collaborato con Il Manifesto e in passato ha scritto per Pubblico, Linea Bianca, Guerin Sportivo e GQ e ha lavorato per BBC World Service alla realizzazione di due documentari a tema sportivo.  
Ha ricevuto la menzione speciale al Premio Sodalitas 2010 con un servizio sul Tour del Ruanda, la menzione speciale del Premio Mauro Rostagno (Una storia ancora da raccontare) nel 2012, e nel 2013 la menzione speciale, con Paolo Aleotti, del Premio Vergani per il documentario di Rai3 Quelli che... Beppe Viola. Sempre per Quelli che... Beppe Viola ha ricevuto il Premio della Critica Bruno Beneck e una menzione speciale nella sezione "Movies Tv" all'edizione 2013 di Sport Movies & Tv - Milano International FICTS Fest, organizzato dalla Fédération internationale cinéma et télévision sportifs. Nel 2015, con Ivrea - Il sogno infranto ha vinto il secondo premio al Concorso Di Donato (con Matteo Spicuglia e Guido Cravero). Nel 2016 ha vinto il premio giornalistico Piero Dardanello nella categoria regionale piemontese e con '76 - L'Altro Grande Torino ha ricevuto una menzione speciale nella sezione "Movies Tv" all'edizione 2013 di Sport Movies & Tv - Milano International FICTS Fest. Nel 2020 ha ricevuto una menzione speciale al Premio Vergani per l'attività giornalistica svolta durante la pandemia di COVID-19. 
Dal 2009 al 2012 è stato scelto come speaker e dj per l'Inter, di cui è tifoso, allo Stadio San Siro di Milano. Ha presentato la festa per la vittoria della Champions League nella notte tra il 22 e il 23 maggio 2010. Nel 2016 ha pubblicato con Davide Barzi e Davide Castelluccio Giacinto Facchetti - Il rumore non fa gol, graphic novel dedicata a Giacinto Facchetti. Nel 2022 ha dato alle stampe per SEM - Feltrinelli il suo primo romanzo noir, La calda estate del Commissario Casablanca. 
Dal 2020 collabora come inviato al programma di Rai Radio 1 Forrest condotto da Luca Bottura e Marianna Aprile, in onda dal lunedì al venerdì dalle 9.30 alle 10.30.
Insegna al master di giornalismo dell'Università Cattolica di Milano. In passato ha avuto lo stesso ruolo presso la Scuola Giorgio Bocca di Torino.
Per la stagione 2025/2026 affianca Simona Rolandi alla conduzione de La Domenica Sportiva su Rai 2.